# 松本菜緒
松本 菜緒（まつもと なお、1986年2月22日 - ）は日本のミュージカル俳優である。神奈川県横浜市出身。劇団四季所属。

## 来歴
黒沢輝夫下田栄子モダンバレエスタジオで現代舞踊を学び、その後ニューヨークへのダンス留学時にミュージカルと出会い
清水ジャズダンススタジオを経て2006年に劇団四季オーディションに合格し2007年４月研究所入所。同年ライオンキングのアンサンブル役で初舞台に出演した。
エルコスの祈り(リンダ、ハニー、エマ役)、赤毛のアン(店員ルシラ役)、ヴェニスの商人、アスペクツ・オブ・ラブ、マンマ・ミーア!、キャッツ(グリザベラ役)に出演。
2010年開幕のサウンドオブミュージックのアンサンブル、2013年に開幕したリトルマーメイドのアンサンブル(長女アクァータ)、2015年に開幕したアラジンではアンサンブル（占い師、侍女役）、2021年に開幕したアナと雪の女王ではバルダ役でオリジナルキャストとして出演した。

## 主な出演作品
- ライオンキング(アンサンブル５枠、７枠)
- エルコスの祈り(リンダ、ハニー、エマ)【DVD発売】
- サウンド・オブ・ミュージック（アンサンブル）
- 赤毛のアン(店員ルシラ)【DVD発売】
- ヴェニスの商人(アンサンブル)
- アスペクツ・オブ・ラブ(アンサンブル)
- リトルマーメイド(アンサンブル４枠)【CD発売】
- マンマ・ミーア!(アンサンブル７枠)
- アラジン（アンサンブル7枠)【CD発売】
- キャッツ（グリザベラ）
- Song&Dance65(シンガーパート)
- アナと雪の女王(バルダ)【CD発売】